# Greenwater (Washington)
Greenwater az Amerikai Egyesült Államok északnyugati részén, Washington állam Pierce megyéjében elhelyezkedő statisztikai település. A 2010. évi népszámlálási adatok alapján 67 lakosa van.

## Éghajlat
| Hónap                                   | Jan.  | Feb.  | Már.  | Ápr. | Máj. | Jún. | Júl. | Aug. | Szep. | Okt. | Nov.  | Dec.  | Év    |
| --------------------------------------- | ----- | ----- | ----- | ---- | ---- | ---- | ---- | ---- | ----- | ---- | ----- | ----- | ----- |
| Rekord max. hőmérséklet (°C)            | 17,0  | 22,0  | 23,0  | 29,0 | 33,0 | 35,0 | 39,0 | 38,0 | 36,0  | 31,0 | 19,0  | 18,0  | 39,0  |
| Átlagos max. hőmérséklet (°C)           | 2,6   | 5,7   | 8,1   | 12,2 | 16,6 | 18,9 | 22,8 | 22,4 | 19,7  | 13,4 | 6,8   | 3,4   | 12,8  |
| Átlagos min. hőmérséklet (°C)           | −3,0  | −1,5  | −1,1  | 0,9  | 4,0  | 6,8  | 8,2  | 7,8  | 5,6   | 2,7  | −0,3  | −1,8  | 2,4   |
| Rekord min. hőmérséklet (°C)            | −22,0 | −21,0 | −16,0 | −7,0 | −4,0 | −3,0 | −1,0 | −2,0 | −6,0  | −9,0 | −16,0 | −22,0 | −22,0 |
| Átl. csapadékmennyiség (mm)             | 199   | 153   | 123   | 108  | 76   | 70   | 29   | 41   | 84    | 135  | 200   | 230   | 1448  |
| Forrás: Western Regional Climate Center |       |       |       |      |      |      |      |      |       |      |       |       |       |

## Népesség
A település népességének változása:
| Lakosok száma | 91   | 67   | 95   |
|               | 2000 | 2010 | 2020 |